# Первомайский (Братский район)
Первомайский — посёлок в Братском районе Иркутской области России. Входит в состав Озёрнинского сельского поселения. Находится на восточном берегу Братского водохранилища, примерно в 52 км к юго-востоку от районного центра, города Братска, на высоте 413 метров над уровнем моря.

## Население
По данным Всероссийской переписи, в 2010 году численность населения посёлка составляла 4 человека (4 мужчины).

## Улицы
Уличная сеть посёлка состоит из 7 улиц.